# Dealu Babii, Hunedoara
Dealu Babii este o localitate componentă a municipiului Vulcan din județul Hunedoara, Transilvania, România.